# Колпино-2
Колпино-2 — деревня в Пеновском районе Тверской области.

## География
Находится в западной части Тверской области на расстоянии приблизительно 36 км на запад-северо-запад по прямой от районного центра поселка Пено на северном берегу озера Колпино.

## История
Деревня Колпино была показана на карте 1825 года. В 1859 году здесь (деревня Осташковского уезда) был учтен 1 двор. Позднее деревня разделилась и в 1939 году уже показана была деревня Колпино-2 с 13 дворами. До 2020 года входила в Рунское сельское поселение Пеновского района до их упразднения.

## Население
Численность населения: 3 человек (1859 год), 6 (русские 100 %) в 2002 году, 1 в 2010.